# Fate: The Traitor Soul
Fate: The Traitor Soul — це продовження hack/slash RPG Fate. Гравцю доведеться протистояти ордам зла у всіх його формах, та тепер це робити набагато веселіше. Нас чекають нові квести, 3 нових класа персонажів, 3 нових домашніх улюбленців, більше 50 нових комплектів броні, нові закляття і багато іншого.

## Сюжет
Персонаж приймає виклик таємничого мандрівника в Храмі Долі і повинні перемогти Немезида разом зі своїм улюленцем (кіт, лисиця, пес і та ін.) Гравець може вибрати орка, кіборга, ельфа, чи тінь воїна.

## Гемплей
Геймплей схожий на попередні частини серії з додаванням деяких нових функцій. Додані деякі тварини: від лисиць, кабанів і механічних ос до первісного вибору собаки і кішки. Додані нові елементи такі як сережки. Помітні зміни інтерфейсу включають в себе додавання інвентаризації автоматично сортувати кнопки і можливість перемикатися між двома наборами обладнаних зброєю. На додаток до нової гри включені випробування підземеллям, міста і підземелля від Fate: Undiscovered Realms включені в основному незмінному стані. 

## Серія ігор Fate
- Fate
- Fate: Undiscovered Realms
- Fate: The Traitor Soul
- Fate: The Cursed King